# Saint-Romain-le-Puy
Pour les articles homonymes, voir Saint-Romain et Le Puy.
Ne doit pas être confondu avec Puy Saint-Romain.
Saint-Romain-le-Puy est une commune française située dans le département de la Loire en région Auvergne-Rhône-Alpes, et faisant partie de Loire Forez Agglomération.

## Géographie

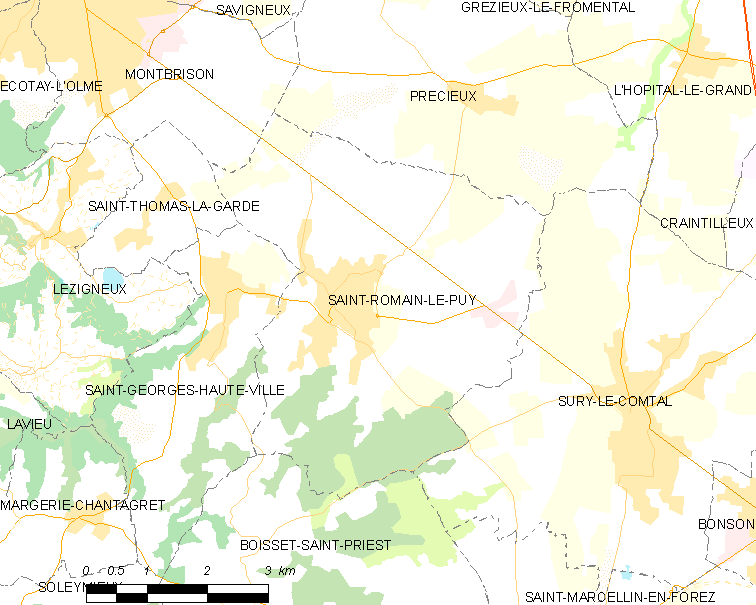
Localisation du village et des communes aux alentours

Saint-Romain-le-Puy est située au bord du canal du Forez, à 8,5 km au sud-est de Montbrison et 32 km au nord-ouest de Saint-Étienne.
Sa caractéristique la plus remarquable est que le village est dominé au nord par un cône basaltique de 80 m de hauteur, au sommet duquel est construit le prieuré,,. De ce belvédère on bénéficie d'une belle vue sur la plaine du Forez, et d'une flore méditerranéenne discrète (figuiers, anis, amandiers...).
- Altitude : 366 à 524 m.

- Superficie : 21,14 km2 (2 114 hectares).

- Coordonnées de la mairie : 45° 33' 20 N, 4° 07' 23 E.

- Communes limitrophes : Saint-Georges-Haute-Ville à 1,82 km, Saint-Thomas-la-Garde à 3,48 km, Précieux à 4,06 km, Lézigneux à 4,89 km, Boisset-Saint-Priest à 5,15 km.

| Montbrison                | Précieux             |                |
| Saint-Thomas-la-Garde     | Saint-Romain-le-Puy  | Sury-le-Comtal |
| Saint-Georges-Haute-Ville | Boisset-Saint-Priest |                |

### Climat
Pour des articles plus généraux, voir Climat d'Auvergne-Rhône-Alpes et Climat de la Loire.
En 2010, le climat de la commune est de type climat océanique dégradé des plaines du Centre et du Nord, selon une étude du Centre national de la recherche scientifique s'appuyant sur une série de données couvrant la période 1971-2000. En 2020, Météo-France publie une typologie des climats de la France métropolitaine dans laquelle la commune est exposée à un climat de montagne ou de marges de montagne et est dans la région climatique Nord-est du Massif Central, caractérisée par une pluviométrie annuelle de 800 à 1 200 mm, bien répartie dans l’année.
Pour la période 1971-2000, la température annuelle moyenne est de 10,6 °C, avec une amplitude thermique annuelle de 16,8 °C. Le cumul annuel moyen de précipitations est de 708 mm, avec 8,5 jours de précipitations en janvier et 6,6 jours en juillet. Pour la période 1991-2020, la température moyenne annuelle observée sur la station météorologique de Météo-France la plus proche, « Savigneux », sur la commune de Savigneux à 7 km à vol d'oiseau, est de 11,0 °C et le cumul annuel moyen de précipitations est de 665,4 mm,. Pour l'avenir, les paramètres climatiques de la commune estimés pour 2050 selon différents scénarios d'émission de gaz à effet de serre sont consultables sur un site dédié publié par Météo-France en novembre 2022.

## Urbanisme

### Typologie
Au 1er janvier 2024, Saint-Romain-le-Puy est catégorisée bourg rural, selon la nouvelle grille communale de densité à sept niveaux définie par l'Insee en 2022.
Elle appartient à l'unité urbaine de Saint-Romain-le-Puy, une agglomération intra-départementale regroupant deux  communes, dont elle est ville-centre,,. Par ailleurs la commune fait partie de l'aire d'attraction de Saint-Étienne, dont elle est une commune de la couronne,. Cette aire, qui regroupe 105 communes, est catégorisée dans les aires de 200 000 à moins de 700 000 habitants,.

### Occupation des sols
L'occupation des sols de la commune, telle qu'elle ressort de la base de données européenne d’occupation biophysique des sols Corine Land Cover (CLC), est marquée par l'importance des territoires agricoles (68,4 % en 2018), en diminution par rapport à 1990 (74,9 %). La répartition détaillée en 2018 est la suivante : 
prairies (47 %), forêts (15,9 %), zones urbanisées (12,9 %), terres arables (12,8 %), zones agricoles hétérogènes (8,6 %), zones industrielles ou commerciales et réseaux de communication (2,8 %). L'évolution de l’occupation des sols de la commune et de ses infrastructures peut être observée sur les différentes représentations cartographiques du territoire : la carte de Cassini (XVIIIe siècle), la carte d'état-major (1820-1866) et les cartes ou photos aériennes de l'IGN pour la période actuelle (1950 à aujourd'hui).

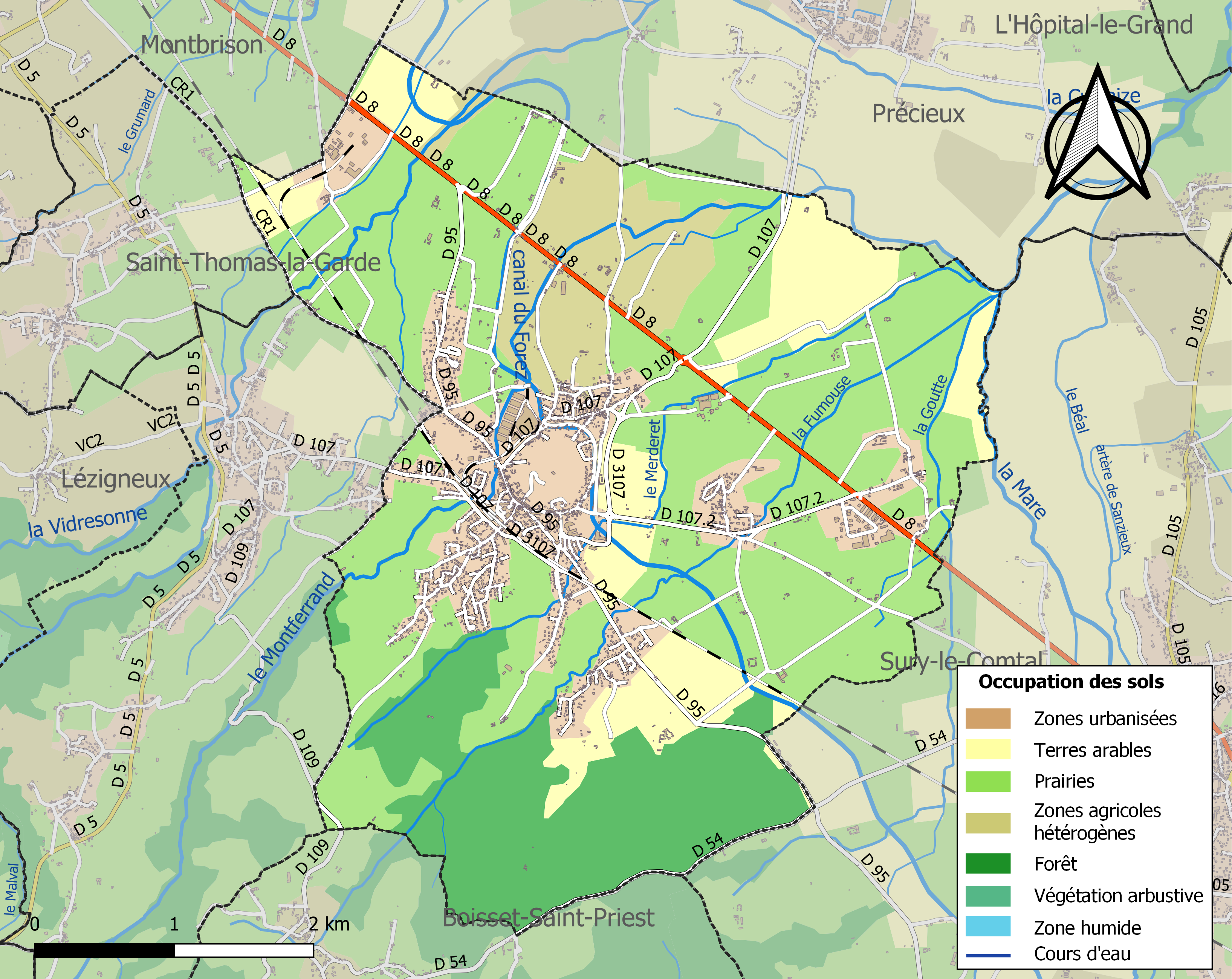
Carte des infrastructures et de l'occupation des sols de la commune en 2018 (CLC).

## Toponymie
Puy : du latin podium « hauteur, lieu élevé ».

## Histoire
La commune a été prospectée en deux temps : une campagne d'inventaire et de vérification de sites par le Groupe de recherches archéologiques de la Loire (GRAL) en 1993 ; puis une prospection systématique en 2010 qui complète les données déjà fournies.

### Préhistoire et Antiquité

#### Chézieu
Situé en rive gauche de la Curraize à 2,5 km au nord-ouest de Saint-Romain, il s'y trouve un des quatre habitats de plaine des Ségusiaves datant de la Tène finale, ici en bordure de la voie Bolène, peut-être au carrefour de deux voies. Le site est découvert en 1864 et a été fouillé de nombreuses fois :
- entre 1882 et 1892 : relevé de nombreuses structures, dont la voie antique. Découverte d'une mosaïque décorée de poissons[18].
- 1934 : le talus de la voie de chemin de fer s'effondre et révèle un dépôt d'amphores de type Dressel 1[18].
- entre 1961 et 1978, des fouilles plusieurs archéologues amateurs y fouillent, mettant au jour de nouveaux murs et un puits qui a été fouillé[18] ;
- 2000 : des prospections, puis des sondages et des fouilles préalables à la construction de l'usine Solover, mettent au jour un grand ensemble gallo-romain : bâtiments, structures sur poteaux de bois, voies de circulations, etc. Sont également présente des indices 'une occupation plus ancienne du site, à la Tène Finale, à l'âge du bronze et au Néolithique[18].
- 2001 : toute l'emprise de la voie est fouillée préalablement au raccordement de l'usine à la voie de chemin de fer. La voie Bolène est redécouverte ainsi que de nombreuses structures : fossés, murs, drainages, atelier de potiers[18]…
- 2009 : la voie antique est retrouvée au nord de l'agglomération, avec quelques murs. Les fouilles effectuées par Archéodunum suivent la voie sur toute la longueur de la fouille et en reconnaissent la structure. Quelques bâtiments sont fouillés, qui semblent liés à un artisanat du fer[18].

La surface totale occupée au cours de ces différentes périodes est importante. Les vestiges gaulois sont plus nombreux dans la partie nord, tandis que les parties sud et sud-ouest sont plus marquées par une occupation gallo-romaine. Ces dernières ont livré entre autres plusieurs fragments de moule de céramique sigillée à décor (dont des exemplaires ont déjà été trouvés au XIXe siècle) ; des fragments de fibules ; une petite hache polie ; un gros fragment de décor d'applique en sigillée (masque de théâtre) ; des monnaies gauloises et romaines ; de la céramique plombifère ; des indices d'une activité liée au travail du fer, mentionnée plus haut.
Cheyzieu était à cette époque gallo-romaine un bourg artisanal/commercial.

#### Autres sites
Ferland
Ce lieu-dit se trouve au nord-est de Chézieu, dans une zone riche en silex naturels apportés vraisemblablement par la rivière qui passe au pied de la parcelle. Il a livré une grande quantité de silex taillés (nucléus, racloir, lames, lamelles, pointes, éclats). Ce site est peut-être un lieu de ramassage et atelier de taille, et aurait été fréquenté à des époques diverses.
Occupations ou épandages ?
Cette question se pose pour les sites du Petit Terland, aux Étangs, à Montclaret, et au sud de Chézieu. Des parcelles de ces endroits ont livré des fragments d'amphores de type Dressel 1, de tuiles, et des silex taillés. Leur répartition diffuse au sein des parcelles ne permet pas de déterminer la nature de l'occupation des lieux ; c'est le cas en particulier au Terlant où dix fragments de rebords de tegulae se trouvaient dans six parcelles voisines mais non contiguës, et six silex répartis dans trois parcelles.
La Bruyère
En 1973 ou peu avant, M. Robin découvre un habitat gallo-romain au sud du château de la Bruyère (2,1 km sud-est du Pic), dans le bois du même nom,. Il s'en trouve un autre de la même époque au nord du château. Selon Archeogral, ce sont peut-être de petits établissements et/ou des dépendances agricoles,,, quoique Vallat (1978) qualifie le site de villa et que la description qu'en donne Leglay (entrée par un portail à double battant de 1,50 m de large avec seuil et emmarchement ; cour bordée d'un mur, salles contiguës) ne corresponde pas à un petit habitat mais bien plutôt à une villa.
L'Heurt
Ce hameau se trouve près du château de la Bruyère. Une monnaie de Constantin Ier y a été ramassée,.
Source Parot
En 1993 des vestiges d'occupation gallo-romaine (tegulae et quelques tessons) y sont ramassés au pied du pic, sur son versant sud-est. Ultérieurement, de nouvelles mises en culture ont élargi l'emprise du site. La source Parot est à 1,1 km nord-est du Pic.
Plateau des Tourettes
Une grande quantité de tuiles à rebords ont été ramassées à l'ouest des Tourettes, sur le plateau qui domine la Curraize. Cette quantité importante indique un site plus grand à proximité.
Pic de Saint-Romain
L'établissement du prieuré au sommet du pic n'y a pas supprimé tous les vestiges de présente antique. Il y a été trouvé un dépotoir daté de la fin de l'empire romain et trois sépultures de l'antiquité tardive, creusées dans le rocher et utilisant des tuiles à rebords. Les murs de l'église incluent de nombreux remplois : blocs à trous de louves, fragment d'autel funéraire, fûts de colonnes, blocs d'appareil réticulé, tuiles à rebords.

### Moyen Âge

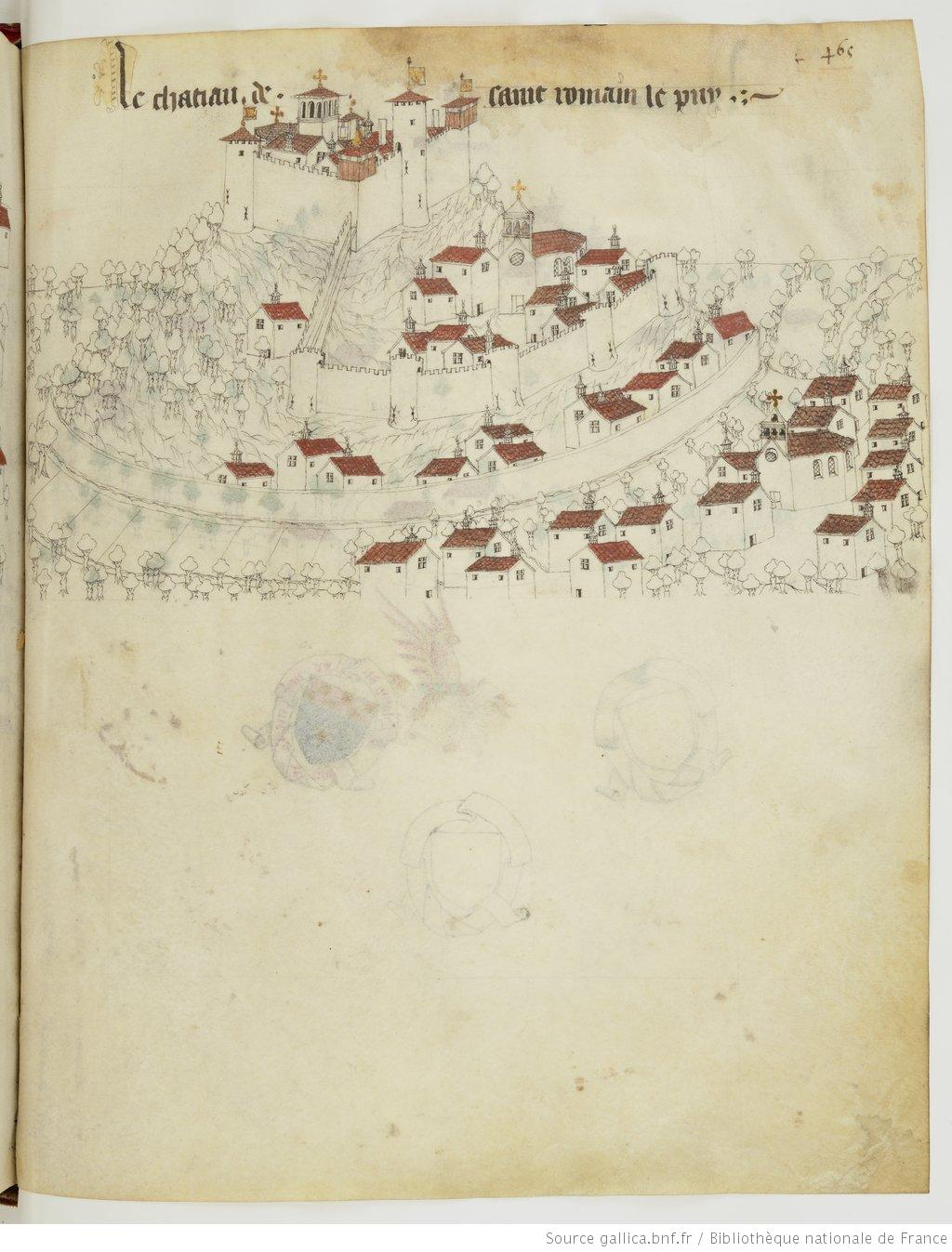
Le château de Saint-Romain-Le-Puy dans l'armorial de Guillaume Revel.

Les bénédictins s'installent à Saint-Romain-le-Puy probablement vers 550-600.
Au Moyen Âge le village est sur le pic de Saint-Romain, avec le prieuré et le château au sommet dans une première enceinte ; à mi-pente, des habitations regroupées autour de l'église Saint-Pierre et entourées d'une seconde enceinte ; et un autre ensemble d'habitations en bas, clos d'une troisième enceinte. Une autre concentration d'habitats se trouvait autour de l'église Saint-Martin au pied du pic, à l’extérieur.
En 1167, Guy II de Forez, alors en conflit avec l'archevêque de Lyon, obtient de Louis VII les droits régaliens pour le château de Saint-Romain.
En 1173, la permutation entre le comte de Forez et l'Église de Lyon indique que l'archevêque de Lyon cède ses droits sur le château de Saint-Romain-Le-Puy au comte.
En 1431, les troupes de Rodrigue de Villandrando sont utilisées pour réprimer une révolte populaire. Les rebelles se réfugient à Saint-Romain-le-Puy. La ville est mise à feu et à sang. Elle est réoccupée seulement en 1434.

## Blasonnement
|  | Les armoiries de Saint-Romain-le-Puy se blasonnent ainsi : D’azur au prieuré du lieu terrassé d’or, à la grappe de raisin de gueules feuillée de sinople mouvant de la pointe et brochant ; au chef de gueules chargé de treize vergettes d’argent et à deux abeilles d’or brochant sur les vergettes. |

## Politique et administration
Saint-Romain-le-Puy faisait partie de la communauté d'agglomération de Loire Forez de 2003 à 2016 puis a intégré Loire Forez Agglomération.

### Liste des maires
| Période                                  | Période  | Identité           | Étiquette | Qualité                                |
| ---------------------------------------- | -------- | ------------------ | --------- | -------------------------------------- |
| Les données manquantes sont à compléter. |          |                    |           |                                        |
| 1897                                     | 1904     | Antoine Mure       |           |                                        |
| 1904                                     | 1906     | Émile Populus      |           |                                        |
| 1906                                     | 1908     | Gaspard Cotin      |           |                                        |
| 1908                                     | 1919     | Léon Portier       |           |                                        |
| 1919                                     | 1922     | Mathieu Marcoux    |           |                                        |
| 1922                                     | 1925     | Pierre Pouillon    |           |                                        |
| 1925                                     | 1940     | Jean Pinturier     |           |                                        |
| 1940                                     | 1944     | Jules Louis Lecocq |           |                                        |
| 1944                                     | 1944     | Antoine Sessiecq   |           |                                        |
| 1944                                     | 1966     | Joseph Goure       |           |                                        |
| 1966                                     | 1983     | François Moritel   |           |                                        |
| 1983                                     | 1989     | André Largeron     |           |                                        |
| 1989                                     | 1995     | Jacques Frery      |           |                                        |
| 1995                                     | 2001     | Serge Berard       |           |                                        |
| 2001                                     | 2008     | Gabriel Ronze      |           |                                        |
| 2008                                     | 2014     | Serge Berard       |           |                                        |
| 2014                                     | 2024     | Annick Brunel      | DVD       | Conseillère départementale (2015-2024) |
| 2024                                     | En cours | Christian Soulier  |           |                                        |

## Démographie
L'évolution du nombre d'habitants est connue à travers les recensements de la population effectués dans la commune depuis 1793. Pour les communes de moins de 10 000 habitants, une enquête de recensement portant sur toute la population est réalisée tous les cinq ans, les populations de référence des années intermédiaires étant quant à elles estimées par interpolation ou extrapolation. Pour la commune, le premier recensement exhaustif entrant dans le cadre du nouveau dispositif a été réalisé en 2008.

En 2022, la commune comptait 4 121 habitants, en évolution de +4,46 % par rapport à 2016 (Loire : +1,32 %, France hors Mayotte : +2,11 %).
| 1793 | 1800 | 1806 | 1821 | 1831 | 1836 | 1841 | 1846 | 1851 |
| ---- | ---- | ---- | ---- | ---- | ---- | ---- | ---- | ---- |
| 550  | 561  | 565  | 662  | 599  | 610  | 686  | 765  | 781  |

| 1856 | 1861 | 1866 | 1872 | 1876  | 1881  | 1886  | 1891  | 1896  |
| ---- | ---- | ---- | ---- | ----- | ----- | ----- | ----- | ----- |
| 757  | 794  | 893  | 944  | 1 030 | 1 032 | 1 205 | 1 207 | 1 750 |

| 1901  | 1906  | 1911  | 1921  | 1926  | 1931  | 1936  | 1946  | 1954  |
| ----- | ----- | ----- | ----- | ----- | ----- | ----- | ----- | ----- |
| 1 998 | 2 105 | 2 320 | 2 269 | 2 742 | 2 567 | 2 249 | 2 121 | 2 095 |

| 1962  | 1968  | 1975  | 1982  | 1990  | 1999  | 2006  | 2008  | 2013  |
| ----- | ----- | ----- | ----- | ----- | ----- | ----- | ----- | ----- |
| 2 334 | 2 459 | 2 475 | 2 423 | 2 616 | 2 803 | 3 342 | 3 496 | 3 815 |

| 2018  | 2022  | - | - | - | - | - | - | - |
| ----- | ----- | - | - | - | - | - | - | - |
| 4 052 | 4 121 | - | - | - | - | - | - | - |

Avec une croissance de sa population d'environ + 22 % entre 1999 et 2007, Saint-Romain-le-Puy est une des communes de la Loire qui croit le plus vite. En comparaison le département affiche une croissance de + 1,7 %.

## Économie

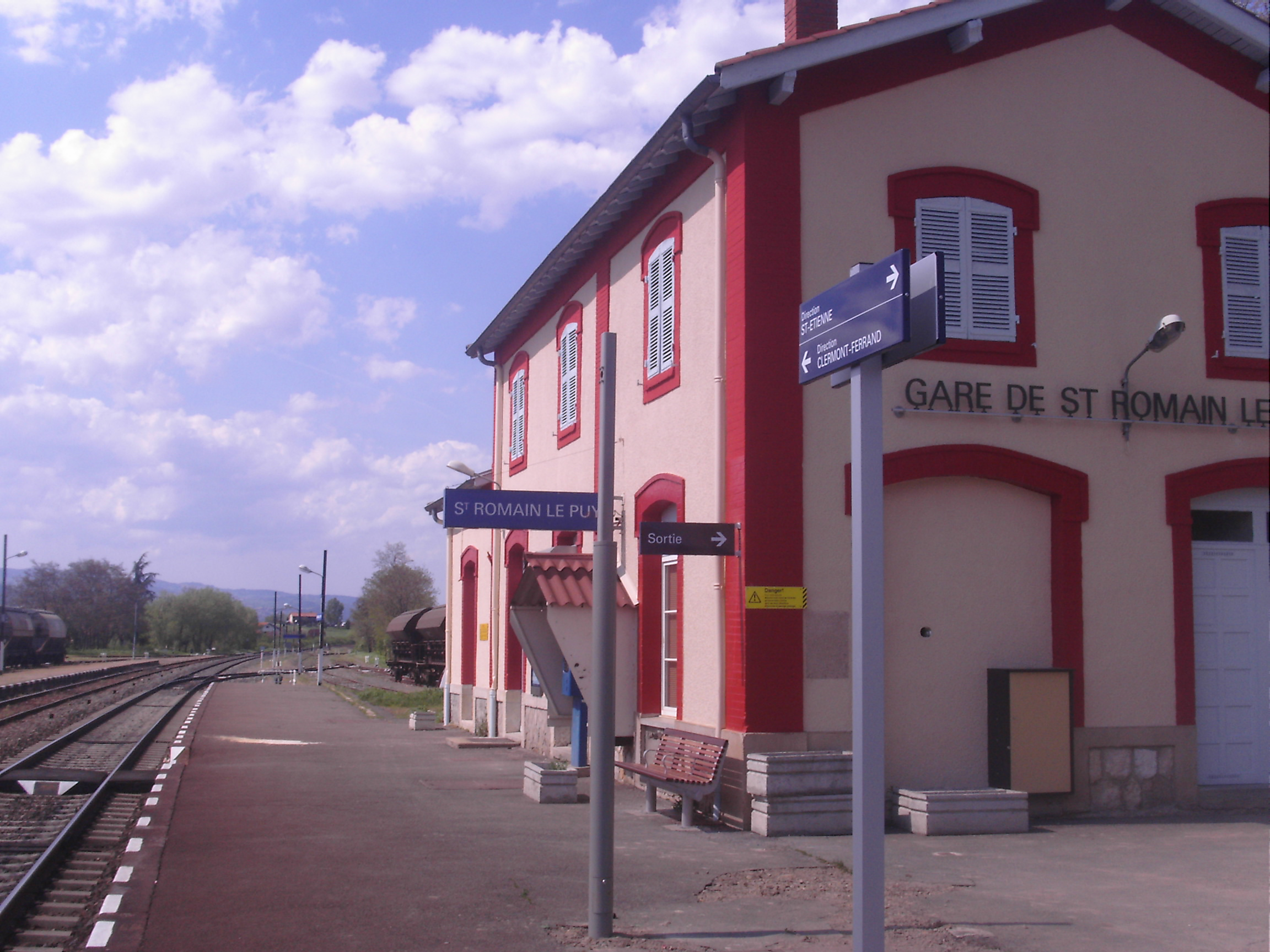
Gare ferroviaire de Saint-Romain-le-Puy.

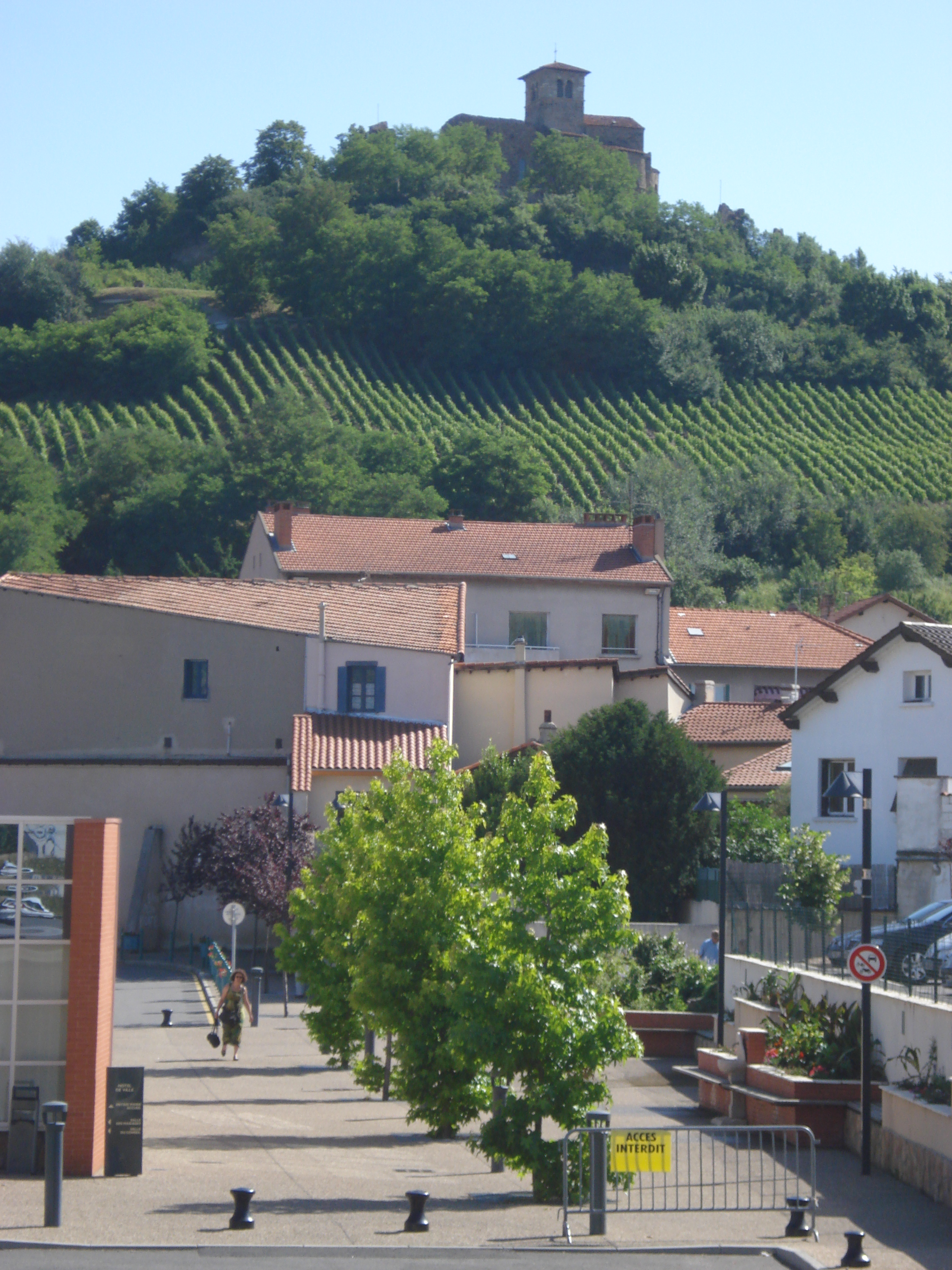
Centre commercial au-dessous du prieuré.

Saint-Romain-le-Puy est le siège de la société d'eau minérale Parot ainsi que de la marque de vélos Olympique Cycles.
La commune accueille aussi une verrerie qui compte parmi les plus importantes d'Europe.

## Culture
- Généapic-Forez (Histoire et Généalogie)

## Sports
- Football Club Indépendant (FCI) ;
- Avenir de Saint-Romain-le-Puy (Basket) ;
- Squadra Saint Romanaise (Vélo)
- Superflu Golf Club ;
- Tennis Club du Pic ;
- Judo Club ;
- La boule forézienne ;
- La pétanque du Pic ;
- Académie Saint-romanaise d'Aïkido Kobayashi ;
- Billard Club de Saint-Romain ;
- Dynam Contact ;
- Pic'Gym ;
- Ski Club des Verriers ;
- Club Alpin Français.

Le Football club indépendant (FCI) de Saint-Romain-le-Puy organise un tournoi sur deux jours chaque fin de saison . Le samedi 24 juin, ils ont accueilli 640 jeunes, soit 32 équipes de U13  et autant en U11, qui ont remplacé le nom habituel de leur club par celui d’un grand club européen.
Il s’agissait de la 13 eme  édition de ce tournoi 2022 qui a mobilisé, deux jours durant, les 31 membres du comité directeur et nécessité l’implication de 80 bénévoles. Chaque jeune est reparti avec un équipement complet offert aux couleurs du club qu’il a représenté. L’inscription des équipes était gratuite et chaque club a signé une charte du fair-play.
Un tournoi International de basket-ball dans la catégorie des benjamins y a lieu chaque année le week-end de Pentecôte. Outre des équipes venant du monde entier, l'on peut également y voir quelques VIP, tels que Zinedine Zidane parrain de l'édition 2008 et Tony Parker de l'édition 2009.[réf. nécessaire]

## Lieux et monuments

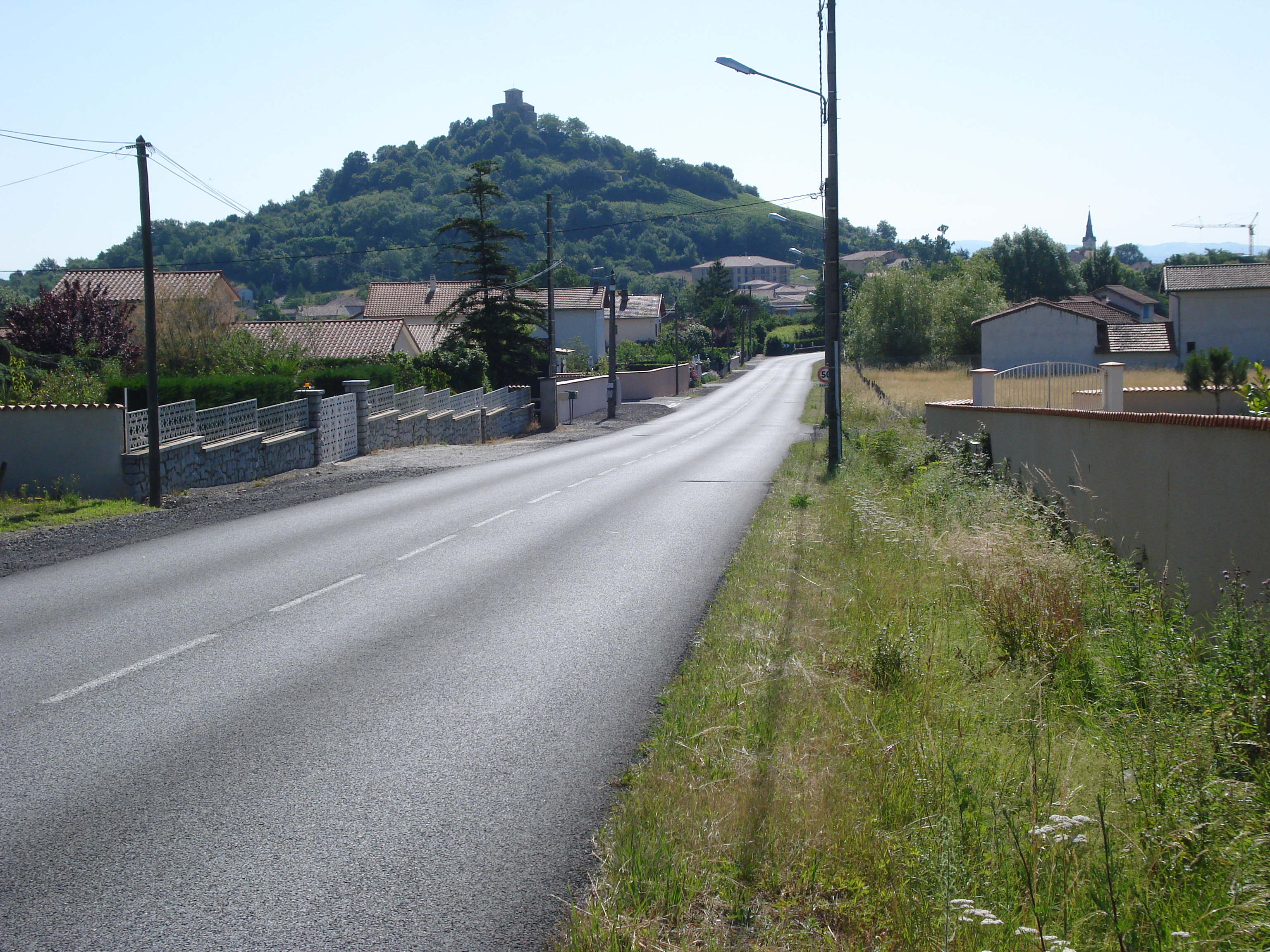
Vue sur Saint-Romain-le-Puy.

- L'église prieurale de Saint-Romain-le-Puy[37] est un des jalons de l'art roman forézien[4].

Son architecture témoigne de l'intensité artistique des environs de l'an mil, à la charnière de l'art carolingien et de l'art roman. Singulier et énigmatique, le prieuré couronne le sommet d'un cône basaltique de 80 mètres. Dominant la plaine et ses hommes par un panorama exceptionnel, il arbore avec fière allure les empreintes de sa splendeur passée.
- Le canal du Forez passe sur la commune, où il traverse les cours de la Fumouse, du Merderet, du ruisseau de Montclaret et de la Curraize.
- Le château de La Bruyère
- Église Saint-Romain de Saint-Romain-le-Puy

Les façades et les toitures, le pigeonnier sont inscrits sur la liste de Monuments Historiques depuis 1982. Ainsi que des pièces intérieures (grand salon, salon d’hiver, salle de billard, antichambre) pour leurs décors, ainsi que les papiers et toiles peints, ainsi que le mobilier

## Jumelages
Monte San Biagio (Italie).